# سناب
سناب (بالإنجليزية: Snap)‏ هو نظام لنشر البرمجيات وإدارة الحزم طورته كانونيكال المحدودة لنظام لينكس. تدعى الحزم سناب وهو اسم الأداة التي تستخدم هذه الحزم عبر مجموعة من توزيعات لينكس مما يسمح بالتوزيع من المنبع للبرمجيات. صُمم سناب في الأصل لأوبونتو تاتش. تم تصميم النظام للعمل من أجل إنترنت الأشياء والحوسبة السحابية وسطح المكتب.

## وظائف
حزم التطبيقات السريعة من البرامج القائمة بذاتها وتعمل عبر مجموعة من توزيعات لينكس. هذا على عكس مناهج إدارة حزم لينكس التقليدية، مثل ابت أو YUM، والتي تتطلب حزمًا مكيفة خصيصًا لكل توزيعة لينكس وبالتالي تضيف التأخير بين تطوير التطبيق ونشره للمستخدمين النهائيين.
لا تعتمد الأداة Snaps نفسها على أي «متجر تطبيقات»، ويمكن الحصول عليها من أي مصدر، وبالتالي يمكن استخدامها لنشر برامج المنبع. عند نشر اللقطات على أوبونتو وإصدارات أخرى من لينكس، يُستخدم متجر سناب  كالخلفية.
يقدم سناب القنوات التي تحدد إصدار الأداة التي يتم تثبيتها وتتبعها للتحديثات.
يمكن للمطورين استخدام سناب لإنشاء أدوات سطر الأوامر وخدمات الخلفية وكذلك تطبيقات سطح المكتب. مع التطبيقات، يمكن إجراء ترقيات عن طريق التشغيل الذري أو عن طريق الدلتا.  Shuttleworth، Mark (9 ديسمبر 2014). "Announcing Ubuntu Core, with snappy transactional updates!". مؤرشف من الأصل في 2020-04-04.
باستخدام مطوري «محتوى سناب»، يمكن للمطورين تمكين اللقطات من مشاركة البرامج والبيانات لتقليل المكتبة والإطار وبشكل عام عن الحاجة إلى التبعية.
في يونيو 2016، تم نقل سناب إلى مجموعة واسعة من توزيعات لينكس لتمكين استخدام سناب عبر أي توزيعة لينكس، وليس فقط أوبنتو. سناب متاح أو في التقدم لكما آرتش لينكس، سينت أو إس، ديبيان، فيدورا، سولوس، مانجارو لينكس، لينكس منت، OpenEmbedded ورازبيان OpenWrt وأوبن سوزي..

### سناب كرافت
سناب كرافت هي أداة للمطورين لحزم برامجهم بتنسيق سناب لسنابي.

### تنسيق ملف.snap
تنسيق الملف المفاجئ هو نظام ملفات مضغوط واحد (بناءً على تنسيق سكواشس أف أس) يتم تثبيته ديناميكيًا بواسطة نظام التشغيل المضيف، جنبًا إلى جنب مع بيانات التعريف التعريفية التي يتم تفسيرها بواسطة نظام المفاجئة لإعداد صندوق حماية أو حاوية آمنة بشكل مناسب لهذا التطبيق. ملحق تنسيق الملف هو.snap.

## الاستخدام
يُضمَّن Snappy افتراضيًا في صور أوبونتو لسطح المكتب من الإصدار 16.04 وما بعده. برامج من مايكروسوفت، أي NET Core 3.1 للينكس أيضًا بتنسيق سناب. Snapcraft نفسها أيضا خطط لدعم نظام التشغيل ويندوز (ماك مدعوم بالفعل).

## روابط خارجية
- الموقع الرسمي
- مقارنة فنية بين snaps و debs